# Saucède
Saucède ist eine französische Gemeinde mit 126 Einwohnern (Stand 1. Januar 2022) im Département Pyrénées-Atlantiques in der Region Nouvelle-Aquitaine (vor 2016: Aquitanien). Sie gehört zum Arrondissement Oloron-Sainte-Marie und zum Kanton Oloron-Sainte-Marie-2 (bis 2015: Kanton Oloron-Sainte-Marie-Est).
Der Name der Gemeinde lautet in der gascognischen Sprache Sauceda.
Der Ursprung des Namens ist eine Ableitung des lateinischen Worts salix (deutsch Weidenbaum). Die Baumart ist auf dem Gebiet der Gemeinde häufig anzutreffen. Die Bewohner werden Saucédois und Saucédoises genannt.

## Geographie
Saucède liegt ca. 10 km nordwestlich und damit im urbanen Einzugsbereich von Oloron-Sainte-Marie in der historischen Provinz Béarn.
Umgeben wird der Ort von den Nachbargemeinden:
| Préchacq-Navarrenx |                                             | Lucq-de-Béarn |
| Préchacq-Josbaig   | Kompassrose, die auf Nachbargemeinden zeigt |               |
| Aren               | Poey-d’Oloron                               |               |

Saucède liegt im Einzugsgebiet des Flusses Adour. Das Zentrum der Gemeinde liegt am rechten Ufer des Gave d’Oloron. Die Auronce, ein Nebenfluss des Gave, durchquert zusammen mit ihrem Nebenfluss, dem Lassabaigt, das Gebiet der Gemeinde.

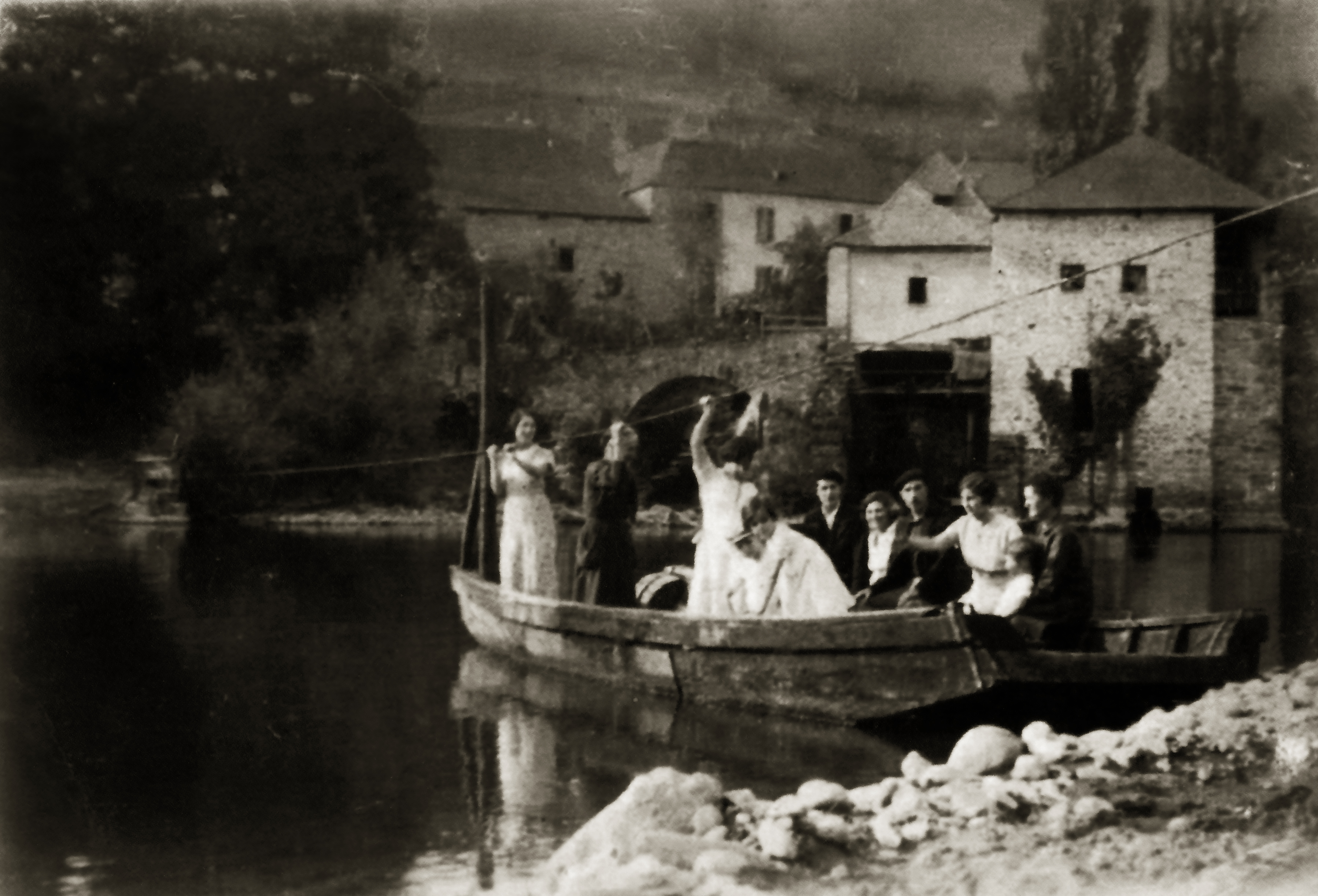
Fähre über den Gave d’Oloron

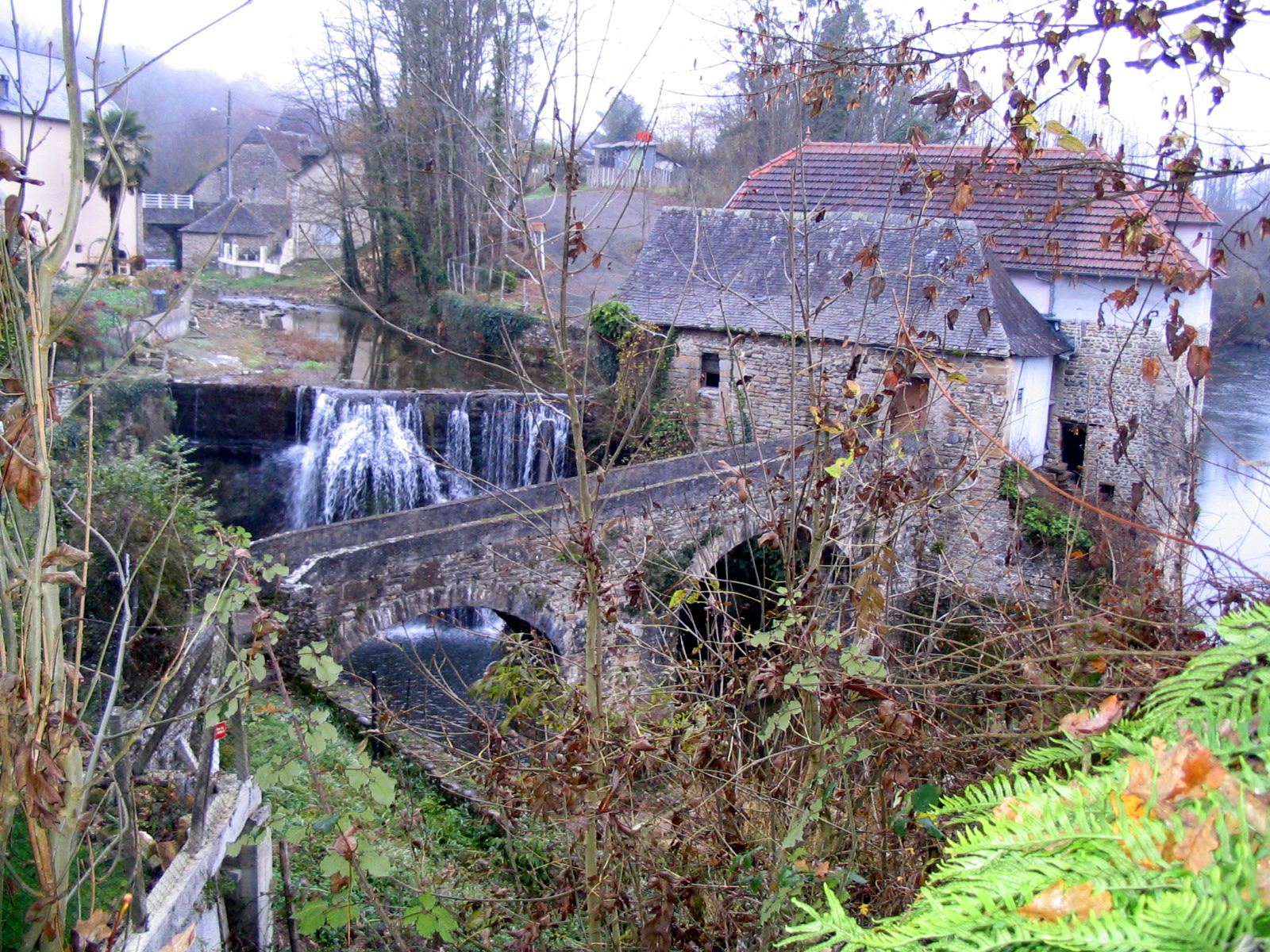
Wassermühle in Saucède

## Geschichte
Es gab eine mittelalterliche Befestigungsanlage, die eine Rolle bei der Verteidigung gegen die Normannen gespielt haben soll. Sie wurde 1420 von den Notaren aus Lucq-de-Béarn und 1563 erneut unter dem Namen castera de Casenave erwähnt. Die erste Erwähnung erfolgte bereits im 10. Jahrhundert. Die Weide, die dem Dorf seinen Namen gaben, war bei den Korbmachern ein beliebter Rohstoff. Bei der Volkszählung des Béarn im Jahre 1385 wurden in Saucède 25 bewohnte Häuser gezählt, darunter ein Laienkloster, und drei leer stehende. Das Dorf gehörte zur Bailliage von Oloron. Eine Fähre über den Gave zur Nachbargemeinde Aren begünstigte mindestens seit dem 15. Jahrhundert und bis zum Zweiten Weltkrieg den Warenhandel. Zahlreiche Wassermühlen sorgten für Einkünfte. Die Mönche der Abtei in Lucq-de-Béarn bauten hierfür einen Staudamm.
Toponyme und Erwähnungen von Saucède waren:
- Villam de Sauceta und Salceta (10. Jahrhundert bzw. 1114, Kopialbuch der Abtei von Lucq-de-Béarn),
- Villa de Sauceta (12. Jahrhundert, Manuskriptsammlung von André Duchesne, Band 114, Blatt 80),
- Saussede (1385, Volkszählung des Béarn),
- Sent-Per de Saucede (1420, Notare aus Lucq-de-Béarn),
- Saucade (1750, Karte von Cassini),
- Saucede (1793 und 1801, Notice Communale bzw. Bulletin des lois) und
- Saucède (1863, Dictionnaire topographique du département des Basses-Pyrénées).[2][6][7][8]

### Einwohnerentwicklung
Die Gemeinde erreichte einen Höchststand ihrer Größe mit rund 400 Einwohnern in der Mitte des 19. Jahrhunderts. In der Folge reduzierte sich die Einwohnerzahl bei kurzen Erholungsphasen bis zur Jahrtausendwende auf rund 100, bevor ein moderates Wachstum einsetzte.
| Jahr      | 1962 | 1968 | 1975 | 1982 | 1990 | 1999 | 2006 | 2009 | 2022 |
| --------- | ---- | ---- | ---- | ---- | ---- | ---- | ---- | ---- | ---- |
| Einwohner | 204  | 174  | 149  | 125  | 130  | 106  | 118  | 130  | 126  |

## Sehenswürdigkeiten

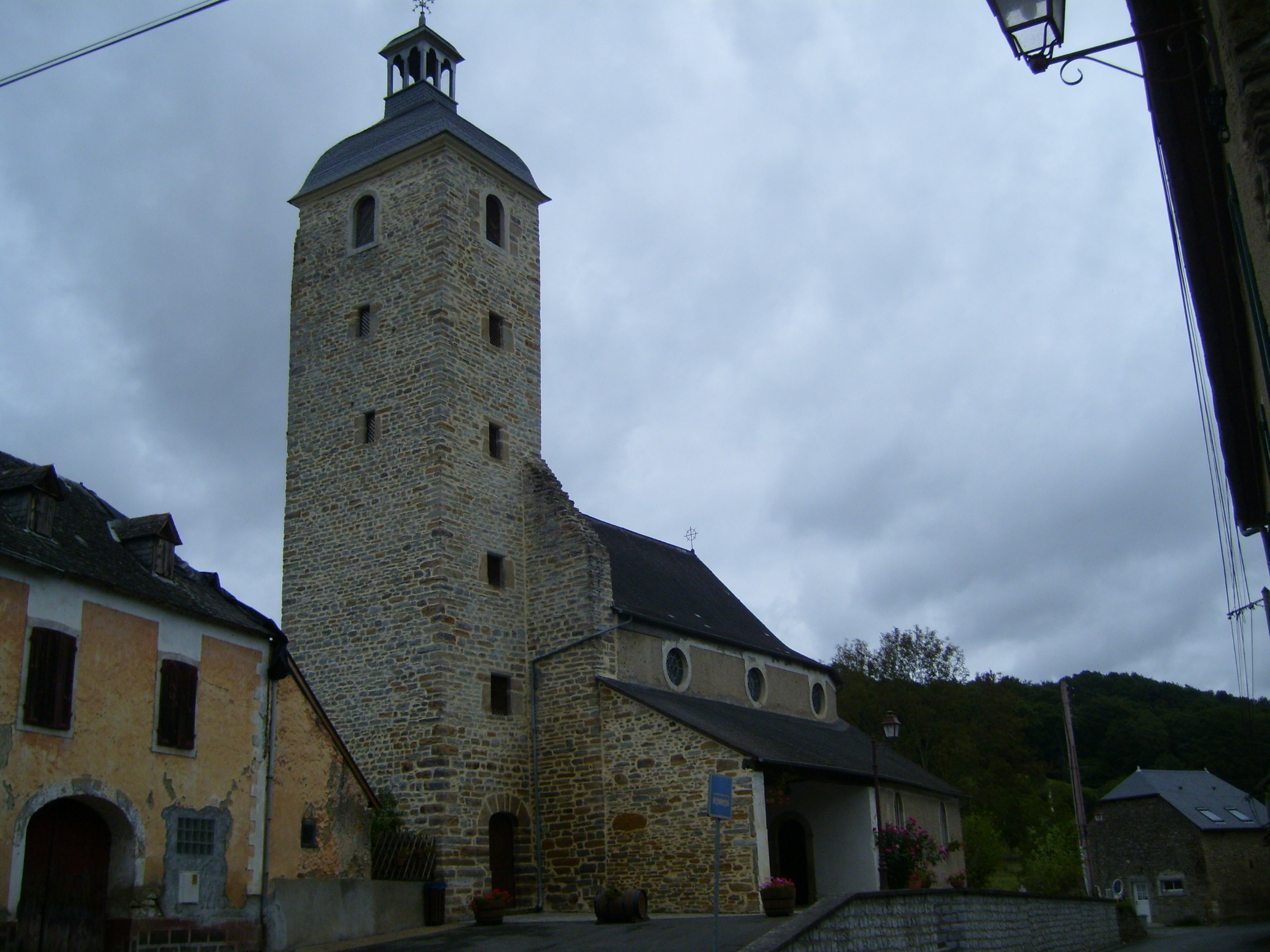
Pfarrkirche Saint-Pierre

- Pfarrkirche, geweiht dem Apostel Petrus. Eine erste Kirche ist bereits im 11. Jahrhundert in einem Kopialbuch genannt worden. Die heutige Kirche ist ein Neubau im gotischen Stil aus dem Jahre 1505. Dabei wurde vor allem der einfache Glockengiebel durch einen Glockenturm nach Plänen von Galhart deu Peyrer ersetzt. In der zweiten Hälfte des 16. Jahrhunderts wurde das Béarn protestantisch und die Pfarrkirche wurde eine reformierte Kirche unter der Leitung des Pastors Lucas d’Aubé, genannt Sulac. Erst im 18. Jahrhundert wurde die Kirche wieder katholisch. Sie birgt zahlreiche Ausstattungsgegenstände aus dem 17. bis 19. Jahrhundert, darunter ein Porträt von 1646, ein Grabmal und eine Kanzel aus dem 18. Jahrhundert, eine Balustrade in Haarnadelform und ein Dekor der Pilaster aus dem 19. Jahrhundert. Eine Seitenkapelle wurde zwischen 1690 und 1704 errichtet. Sie ist Maria, der Mutter Jesu Christi, gewidmet und enthält ein Altarretabel aus vergoldetem Holz.[10]

## Wirtschaft und Infrastruktur

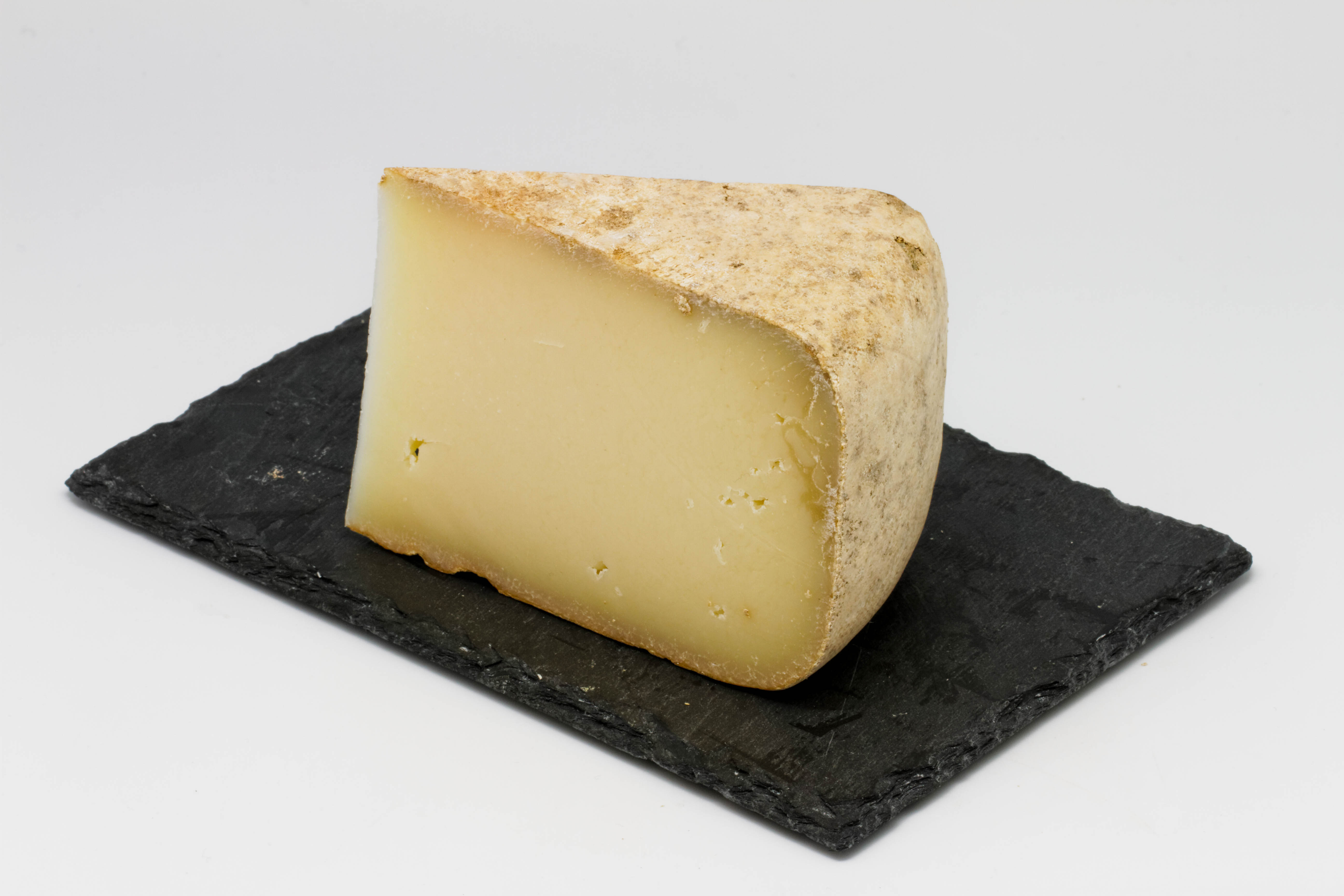
Ossau-Iraty

Landwirtschaft sowie Handel und Dienstleistungen sind die wichtigsten Wirtschaftsfaktoren der Gemeinde. Saucède liegt in den Zonen AOC des Ossau-Iraty, eines traditionell hergestellten Schnittkäses aus Schafmilch, sowie der Schweinerasse und des Schinkens „Kintoa“.

### Verkehr
Saucède ist erreichbar über die Routes départementales 25, 27 und 110 und ist mit einer Linie des Busnetzes Transports 64 über Oloron-Sainte-Marie und Navarrenx mit anderen Gemeinden des Départements verbunden.